# Frank Kilroy
Francis Joseph „Bucko“ Kilroy (* 30. Mai 1921 in Philadelphia, Pennsylvania; † 10. Juli 2007 in Norwood, Massachusetts) war ein US-amerikanischer American-Football-Spieler, -Trainer und -Funktionär in der National Football League (NFL).

## Spielerlaufbahn
Frank Kilroy besuchte in seiner Geburtsstadt die High School und studierte dort an der Temple University. Dort spielte er auch American Football. Nach seinem Collegeabschluss leistete er seinen Militärdienst bei der United States Navy.
Im Jahr 1943 begab sich Kilroy zum Büro der Philadelphia Eagles und bat an einem Probetraining teilnehmen zu dürfen. Er konnte dabei überzeugen. Kilroy unterschrieb daraufhin bei den Philadelphia Eagles einen Vertrag und lief danach für die Phil-Pitt Steagles auf. Diese Mannschaft war eine Spielgemeinschaft zwischen den Pittsburgh Steelers und den Philadelphia Eagles, da aufgrund des Zweiten Weltkriegs Spieler knapp waren.

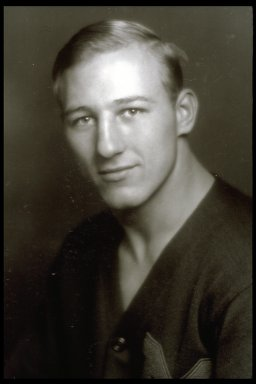
Al Wistert

Die Steagles/Eagles wurden von Greasy Neale trainiert. Im Laufe der Jahre wurden die Eagles mit zahlreichen Spitzenspielern, wie Pete Pihos, Steve Van Buren oder Al Wistert verstärkt. Im Jahr 1947 konnte Kilroy, der als harter Tackler galt, mit seinem Team zum ersten Mal in das NFL-Meisterschaftsspiel einziehen. Das Spiel ging gegen die Chicago Cardinals mit 28:21 verloren. Die nächsten beiden Jahre verliefen für die Eagles erfolgreicher. 1948 konnten die Cardinals mit 7:0 geschlagen werden und im folgenden Jahr folgte ein 14:0 Endspielsieg gegen die Los Angeles Rams.
Wie alle Spieler der Eagles erhielt Kilroy eine Siegprämie von 500 US-Dollar und ein Feuerzeug. Die Meisterschaftsringe mussten sich die Spieler selbst kaufen, sie kosteten 65 US-Dollar pro Stück.
Kilroy verpasste von 1947 bis 1954 kein Spiel der Eagles. Nach 134 Spielen in der NFL beendete Kilroy 1955 seine Spielerlaufbahn.
Die Karriere von Kilroy verlief allerdings nicht skandalfrei. Kilroy galt als harter Spieler, dem vom amerikanischen Life Magazine 1955 nachgesagt wurde, dass er mit unfairen Mitteln zu Werke geht. In einem Spiel gegen die New York Giants im Jahr 1953 verletzte er deren Quarterback Arnold Galiffa schwer an der Wirbelsäule. Kilroy war mit beiden Knien auf dem Rücken seines Gegenspielers gelandet. Er wurde daraufhin vom Platz gestellt. Die Verletzung war lebensgefährlich und Kilroy wurde zu einer Geldstrafe von 25.000 US-Dollar verurteilt. Sein damaliges Jahreseinkommen lag bei 8.000 US-Dollar. Anlässlich eines weiteren Spieles zwischen den beiden Erzrivalen Eagles und Giants beschuldigte der Spieler der Giants Al DeRogatis Kilroy ihn in die Nase gebissen zu haben. Kilroy bestritt dies, räumte allerdings ein DeRogaits in ein Ohr gebissen zu haben.
Kilroy rechtfertigte sein Verhalten später damit, dass derartiges Verhalten auf dem Spielfeld damals normal gewesen sei. Harter Körperkontakt sei dabei etwas vollkommen natürliches gewesen und nur "fitte" Spieler konnten "überleben".

## Trainerlaufbahn
Frank Kilroy war von 1956 bis 1960 Assistenztrainer bei den Eagles. Im Jahr 1960 gewannen die Eagles das NFL Endspiel mit 17:13 gegen die Green Bay Packers.

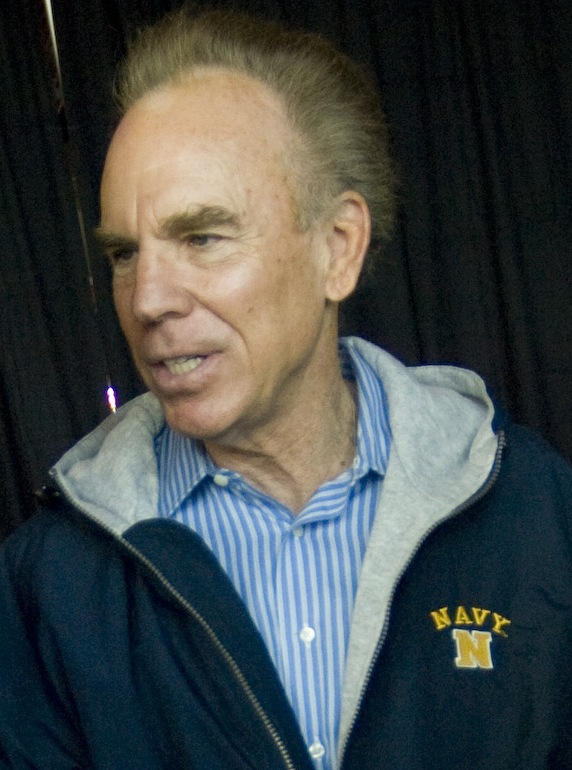
Roger Staubach

## Funktionärslaufbahn
Von 1962 bis 1964 war Kilroy Personaldirektor und Chefscout bei den Washington Redskins. Von 1965 bis 1970 hatte er unter General Manager Tex Schramm diese Funktionen bei den Dallas Cowboys inne. Kilroy war es auch der 1969 Roger Staubach den Eintritt in die NFL ermöglichte, nachdem dieser aufgrund seiner Verpflichtungen bei der U.S. Navy 1964 sich nicht den Cowboys anschließen konnte. Im Jahr 1971 wechselte Kilroy als Personaldirektor zu den New England Patriots. Kilroy war für die Verpflichtung von namhaften Spielern wie John Hannah oder Mike Haynes verantwortlich. Von 1979 bis 1984 war er General Manager dieses Teams und danach bis 1993 Vizepräsident. Bis 2005 war er in Boston als Chefscout tätig.

## Abseits der NFL
Kilroy war zweimal verheiratet. Er hinterließ sechs Töchter und einen Sohn und lebte bis zu seinem Tod in Foxborough und wurde auf dem Massachusetts National Cemetery in Bourne beerdigt.

## Ehrungen
Frank Kilroy wurde siebenmal zum All-Pro gewählt. Er spielte in drei Pro Bowls, dem Abschlussspiel der besten Spieler einer Saison. Kilroy ist Mitglied im NFL 1940s All-Decade Team, in der Philadelphia Sports Hall of Fame und in der Hall of Fame seines Colleges. 2009 wurde er für die Aufnahme in die Pro Football Hall of Fame im Jahr 2010 nominiert.